# Trójkąt Sierpińskiego

Trójkąt Sierpińskiego jest samopodobny

Trójkąt Sierpińskiego (znany też jako uszczelka Sierpińskiego) – jeden z najprostszych fraktali. Znany był na długo przed powstaniem tego pojęcia (patrz: Benoît Mandelbrot). Konstrukcja tego zbioru została podana przez polskiego matematyka Wacława Sierpińskiego w 1915 roku.
Trójkąt Sierpińskiego otrzymuje się następująco: w trójkącie równobocznym łączy się środki boków, dzieląc go w ten sposób na cztery mniejsze trójkąty. Trójkąt środkowy usuwa się (bez boków), a wobec trzech pozostałych trójkątów operację się powtarza, dzieląc każdy z nich na cztery mniejsze trójkąty, usuwając środkowy (bez boków), a wobec pozostałych trójkątów czynności się powtarzają. Po każdym powtórzeniu tej operacji z figury zostają usunięte pewne punkty. Punkty, które nie zostaną usunięte, tworzą trójkąt Sierpińskiego.
Fraktal ten można także utworzyć z trójkąta Pascala, zabarwiając na czarno jego nieparzyste liczby.

## Definicja formalna

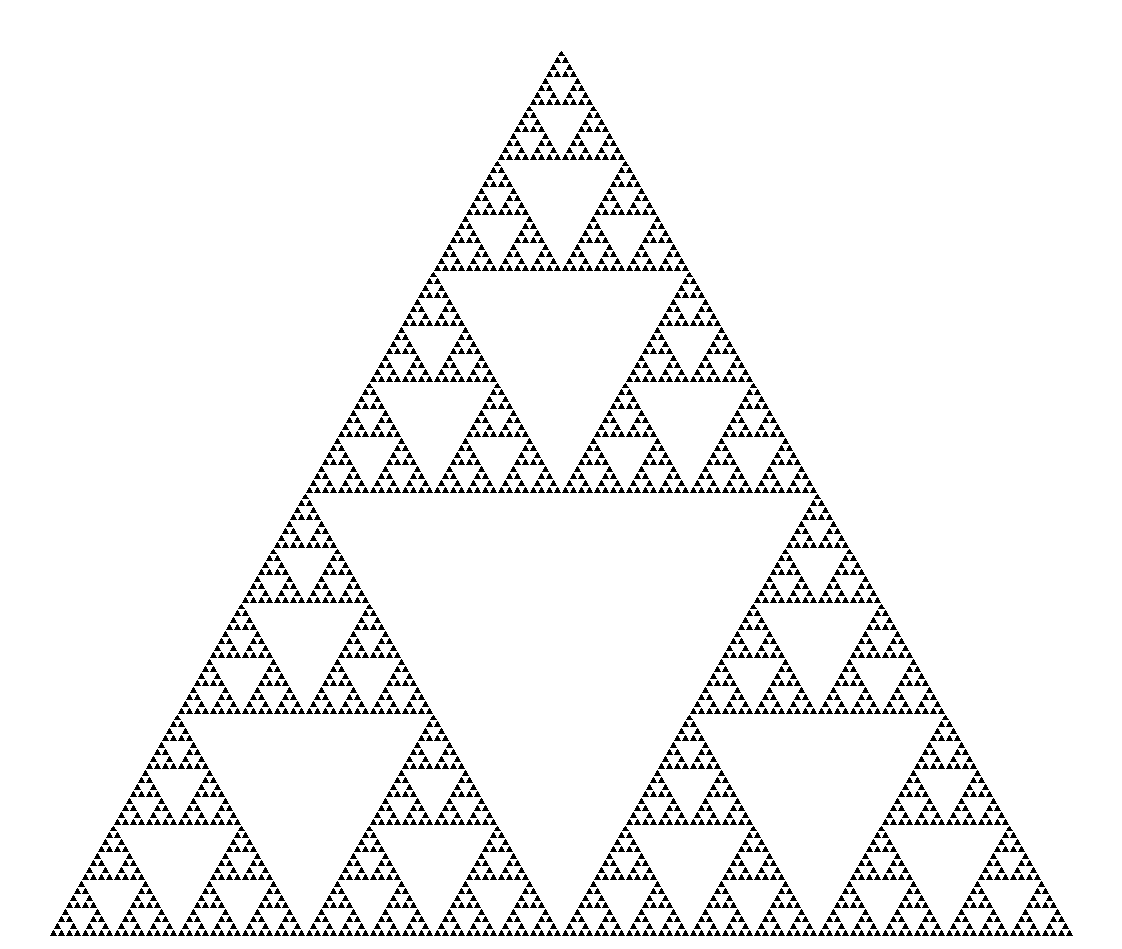
Trójkąt Sierpińskiego

Niech {\displaystyle T} będzie trójkątem ABC.
- Dzieląc {\displaystyle T} na cztery mniejsze trójkąty {\displaystyle T_{1},T_{2},T_{3}} i {\displaystyle S_{0},} gdzie środki krawędzi są wierzchołkami trójkąta {\displaystyle S_{0},} traktując {\displaystyle S} jako zbiór otwarty, a trójkąty {\displaystyle T_{i}} za zbiory domknięte, otrzymuje się zbiory rozłączne: {\displaystyle S} i {\displaystyle T_{1}\cup T_{2}\cup T_{3}.} Środki krawędzi leżą w dwóch małych trójkątach (np. {\displaystyle T_{1}\cap T_{2}} zawiera dokładnie jeden punkt – środek odpowiedniej krawędzi).
- Każdy trójkąt {\displaystyle T_{i}} dzieli się na cztery mniejsze trójkąty {\displaystyle T_{i,1},T_{i,2},T_{i,3}} i {\displaystyle S_{i}} w podobny sposób.
- Każdy trójkąt {\displaystyle T_{i,j}} dzieli się na cztery mniejsze trójkąty {\displaystyle T_{i,j,1},T_{i,j,2},T_{i,j,3}} i {\displaystyle S_{i,j},} i tak dalej.

Trójkąt Sierpińskiego {\displaystyle \Delta _{S}} zawiera dokładnie te punkty trójkąta ABC, które nie są elementami zbioru
{\displaystyle S=S_{0}\cup (S_{1}\cup S_{2}\cup S_{3})\cup (S_{11}\cup \cdots )\cup \cdots }
tj. {\displaystyle \Delta _{S}=\Delta _{ABC}\setminus S.} Trójkąt Sierpińskiego jest zbiorem domkniętym jako różnica zbioru domkniętego {\displaystyle \Delta _{ABC}} i zbioru otwartego {\displaystyle S.} Trójkąt Sierpińskiego jest zbiorem domkniętym, Wymiar fraktalny trójkąta Sierpińskiego wynosi {\displaystyle \log _{2}3=1{,}585\dots }

### Reprezentacja cyfrowa
Każdy ciąg {\displaystyle (a_{0},a_{1},\dots )}, gdzie {\displaystyle a_{i}\in \{1,2,3\}}, określa punkt trójkąta Sierpińskiego, a mianowicie jedyny punkt w zbiorze {\displaystyle T\cap T_{a_{0}}\cap T_{a_{0},a_{1}}\cap \cdots .} Odwrotnie, dla każdego punktu {\displaystyle P} można znaleźć taki ciąg określający ten punkt, tzw. reprezentację cyfrową punktu {\displaystyle P.} Podobnie jak w przypadku liczb rzeczywistych, nie każdy punkt trójkąta Sierpińskiego ma jednoznaczną reprezentację. Na przykład (jedyny) punkt w przekroju {\displaystyle T_{1}\cap T_{2}} ma reprezentację {\displaystyle (1,2,2,2,\dots )} i jednocześnie reprezentację {\displaystyle (2,1,1,1,\dots ).}

## Trójkąt Sierpińskiego jako rezultatGry w chaos
Ciekawym algorytmem pozwalającym otrzymać trójkąt Sierpińskiego jest gra w chaos.
Narysujmy trójkąt równoboczny ABC i definiujmy D0 := punkt A.
Następnie należy wielokrotnie powtórzyć następującą operację: losowo wybieramy jeden z punktów A, B lub C, rysujemy punkt w połowie odległości między Dn i wybranym punktem. Nowo narysowany punkt oznaczamy przez Dn+1. Każdy punkt Dn będzie należeć do trójkąta Sierpińskiego, i cały trójkąt Sierpińskiego będzie prawie na pewno domknięciem zbioru {D0, D1,...}.
Jeśli wybieramy D0 nie jako punkt A, lecz jako dowolny punkt trójkąta Sierpińskiego, to znowu otrzymujemy (prawie na pewno) trójkąt Sierpińskiego. Jeśli D0 należy do trójkąta ABC, ale nie do trójkąta Sierpińskiego, to żaden punkt Dn do tego trójkąta nie należy, jednak otrzymujemy ten trójkąt (prawie na pewno) jako zbiór punktów skupienia ciągu (D0, D1,...).
Jeśli punkty A, B i C tworzą dowolny (nierównoboczny) trójkąt, to tą samą konstrukcją otrzymujemy zniekształcony trójkąt Sierpińskiego, tzn. obraz trójkąta Sierpińskiego przez przekształcenie afiniczne.